# تنفس لاهوائي

التنفس اللاهوائي (بالإنجليزية: Anaerobic respiration)‏ هو التنفس الخلوي الذي تلجأ إليه الكائنات الحية وخلاياها عند نقص أو انعدام الأكسجين، حيث تكون نهاية سلسلة تفاعلات تحلل سكر الجلوكوز تحول حمض البيروفيك إلى حمض اللاكتيك بدلا من دخول البيروفيك إلى دورة كريبس لينتهي إلى إنتاج طاقة وماء وثاني أكسيد الكربون.

## الآلية
الغذاء بكل أصنافه لابد في النهاية أن يتحول إلى مركب تستطيع الخلايا ومكوناتها من التعامل معه والحصول منه على الطاقة المطلوبة.
أهم وأبسط مصدر للطاقة من أصناف الأغذية هو السكريات وأهم نوع من السكريات هو سكر الجلوكوز الذي بتحطيمه وببعض تفاعلاته ينال الجسم وخلاياه طاقة.
يمر سكر الجلوكوز في سلسلة تفاعلات تسمى تحليل الجلوكوز تنتهي بمركب يدعى البايروفيك ونتيجة لهذه التفاعلات تنتج جزيئات ATP والتي هي التركيب الذي تخزن فيه الطاقة لتستخدم حين الحاجة.
هذه التفاعلات تحدث بوجود وبغياب الأكسجين ولذا فإنك تجد كائنات «لا هوائية» ليست في حاجة للأكسجين.
ولكن بوجود الأكسجين فإن البايروفيك يدخل في سلسلة أخرى من التفاعلات (دورة حمض الستريك وسلسلة تنفس)، لتنتهي بتخزين طاقة للخلية ATP ، وماء وثاني أكسيد الكربون.
في الإنسان حين يقوم المرء بحمل شيء ثقيل يستغرق منه 7 دقائق مثلا، خلال هذا الزمن تعمل العضلات من دون أكسجين. الخلايا العضلية تكتسب الطاقة أولا من «بطارية الخلية» ATP ، ومن فوسفات الكرياتين وحمض اللبنيك؛ كل تلك العمليات تتم لاهوائيا. وعندما نقوم بجهد يستغرق أكثر من ذلك يبدأ الجسم بحرق الجلايكوجين (كربوهيدراتي) الموجود في العضلات وهذا الحرق يتم باستخدام الأكسجين المكتسب من هواء التنفس. ولا تمضي إلا فترة قليلة ويبدأ الجسم في استخدام مخزونه من الدهون لكي يستمر في الحركة، حيث أن الدهون لها كثافة طاقة عالية. يبدأ الجسم في استغلال الدهون للحركة بعد نحو 30 دقيقة من الحركة، كالمشي أو الجري.
في نفس الوقت يقل استهلاك الغلايكوجين، فإن الجسم يوفره لكي يستخرج منه بعد ذلك جلوكوز لتموين الدماغ والأعصاب والكلى حيث أنها تحتاج إلى الجلوكوز لأداء وظائفها. الدهنيات لا تتحلل لإنتاج الجلوكوز، وعندما تتحلل تنتج ما يسمى جسيمات كيتونية يمكن لخلايا الجسم استخدامها لإنتاج الطاقة، ولكن الدماغ والجهاز العصبي فهما يعتمدان على الجلوكوز.
يتكون حمض اللبنيك في العضلات عندما يشتد مجهودك في التدريب الرياضي أو العمل الشاق، وهو ينتج من الجولوكوز. ولاشك وأنك شعرت به حين تمارس تدريبا رياضيا شاقا فتشعر بعد أيام بما تظنه تشنجات في عضلاتك.
حامض اللاكتيك هذا يتراكم في العضلات لأن المركب الوسطي، البايروفيك، لم يجد أكسجين كاف ليكمل مسيرته لإنتاج طاقة أكثر فتحول إلى اللاكتيك.
وهذا كله يحدث بمعزل عن الأكسجين. بعد ذلك يذهب جزء من حمض اللبنيك مع الدم إلى الكبد فيعالجه الكبد ويحوله إما إلى سكر أو يحوله إلى غلايكوجين  يختزنه.
.

## فوائده
إن هذا الإجراء الطارئ الذي يقوم به الجسم نافع عند نقص الأكسجين، وهو الوسيلة الأولى التي يتخذها الجسم عن بدء الحركة. كما أن بعض الأطعمة تنشأ نتيجة التنفس الاهوائي، مثل إنتاج اللبن الرائب من قبل بكتيريا لا هوائية فيتراكم حمض اللاكتيك.